# Šarlota Kyperská

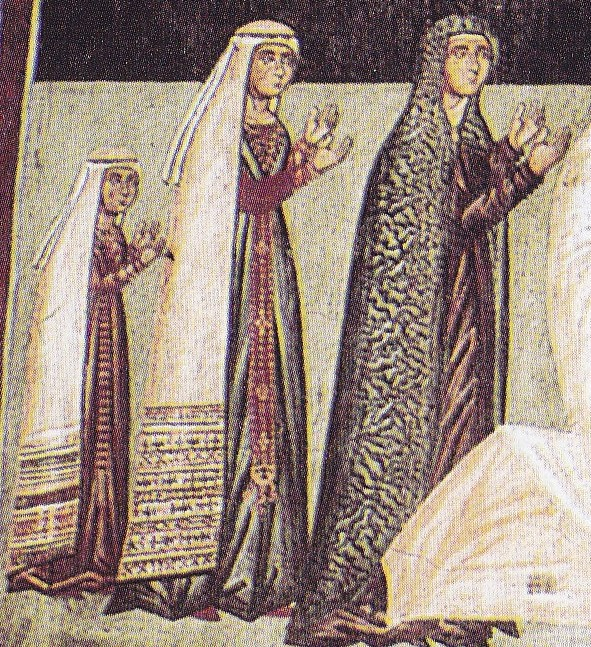
Helena Palaiologina a její dcery.

Šarlota (28. června 1444, Nikósie – 16. července 1487, Řím) byla v letech 1458 až 1464 kyperskou královnou. Byla nejstarší a jedinou dcerou krále Jana II. Kyperského a Heleny Palaiology. Ve věku 14 let nastoupila po smrti svého otce na kyperský trůn. Její nelegitimní nevlastní bratr Jakub zpochybnil její právo na korunu. S podporou Egypťanů ji donutil v roce 1463 opustit ostrov a později byl korunován králem. Svůj trůn se snažila získat zpět pomocí armády, ale neúspěšně a zemřela bezdětná v Římě.

## Rodina a dětství
Šarlota se narodila 28. června 1444 v Nikósii jako nejstarší a jediná přeživší dcera krále Jana II. Kyperského a Heleny Palaiology. Její mladší sestra Kleofa zemřela v červnu 1448, krátce před Šarlotinými čtvrtými narozeninami, a zůstala tak jediným legitimním dědicem kyperského trůnu a titulů svého otce. Měla nelegitimního nevlastního bratra Jakuba, který se narodil řecké milence Mariettě de Patras.
Byla vychována v byzantské tradici a mluvila plynně řecky, což se naučila od své matky. Uměla psát francouzsky, italsky a možná i latinsky, ale po celý život mluvila hlavně řecky. Kvůli jejímu otevřenému chování ji papež Pius II. nazval „řeckým dravcem“.

## Královna Kypru

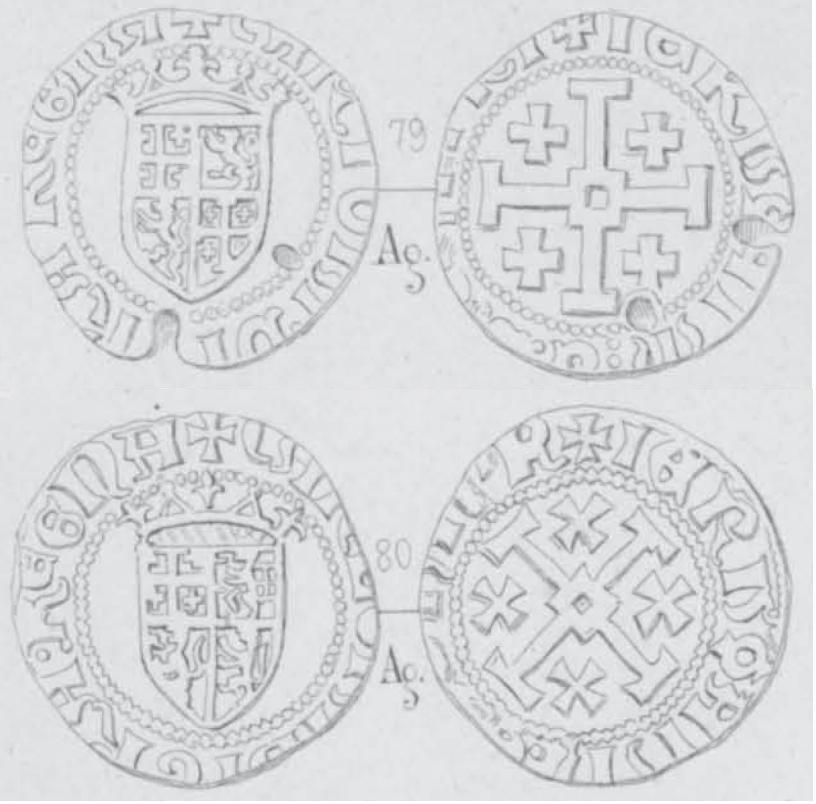
Šarlotiny stříbrné grošované mince. Vydáno 1458–1460 na Kypru. Průměr 25 mm, Hmotnost 3,96 g.

Šarlota byla jmenována kněžnou z Antiochie v roce 1456. Ve stejném roce se provdala za svého prvního manžela Jana Portugalského. V roce 1457 ovdověla a 28. července 1458 zemřel její otec. Ve čtrnácti letech se Šarlota stala kyperskou královnou a 7. října 1458 byla korunována v katedrále sv. Sofie.
Šarlotina vláda nebyla úspěšná. Nad královstvím neměla velkou kontrolu, protože její právo na trůn bylo neustále zpochybňováno jejím nelegitimním nevlastním bratrem Jakubem. Dne 7. října 1459 se provdala za svého druhého manžela, Ludvíka Savojského, hraběte ze Ženevy. Toto manželství bylo domluveno Janovci, kteří slíbili svou pomoc při zachování její koruny proti nárokům Jakuba.

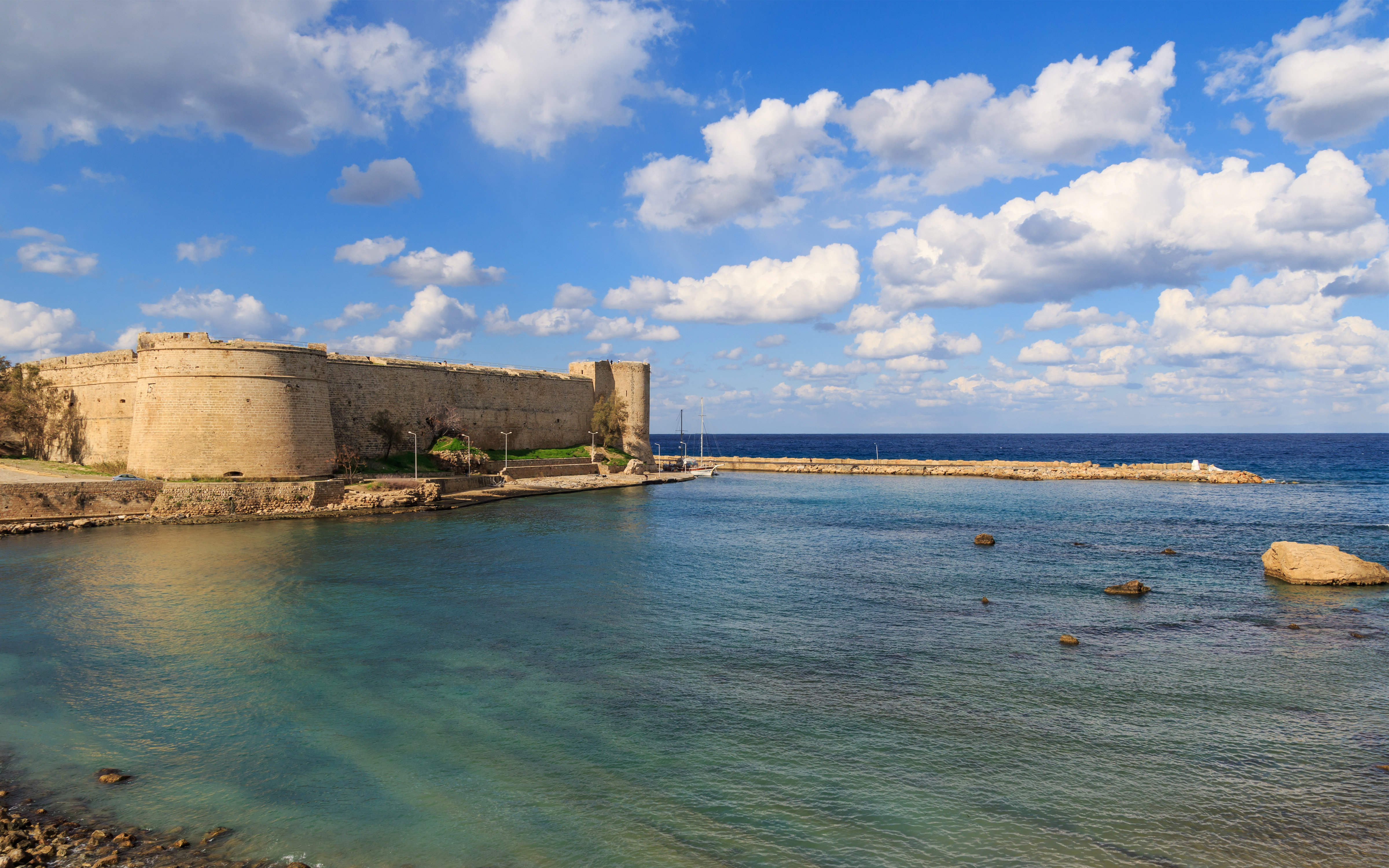
Hrad Kyrenia na Kypru, kde byla Šarlota tři roky uvězněná.

V roce 1460 se mu podařilo dobýt Famagustu a Nikósii s pomocí egyptského sultána Sajfa ad-Din Inala. Poté, co byla vězněna tři roky na hradě Kyrenia, ona a Ludvík uprchli do Říma v roce 1463, načež byl její nevlastní bratr korunován králem Jakubem II. Ubytovala se v paláci Convertendi v Trastevere. Papež Pius II., který se s ní znal, popsal Šarlotu jako „asi čtyřiadvacetiletou ženu střední výšky: světlé oči, tmavá až bledá pleť, řeč hladká a plynoucí jako na řecký způsob; francouzské oblékání; mravy se staly její královskou krví“.
Později vytvořila malý dvůr na řeckém ostrově Rhodos. Provedla neúspěšný vojenský pokus získat zpět svůj trůn s papežskou podporou. Také intrikovala proti Jakubově vdově, Kateřině Cornarové, ale nedokázala ji zbavit moci. V listopadu 1483 byla přijata papežem Sixtem IV. ve Vatikánském paláci. V Římě bydlela v domě na náměstí Piazza Scossacavalli v Borgu, kde již bydlela královna Kateřina Bosenská.

## Nástupnictví a smrt
Za svého syna adoptovala Alonsa Aragonského (1460–1510), nemanželské dítě krále Ferdinanda I. Neapolského, který byl buď ženatý nebo zasnoubený s nemanželskou dcerou svého nevlastního bratra, Charlou de Lusignan, (* 24. července 1468). Šarlota měla v úmyslu zachovat kontinuitu dynastie prostřednictvím své neteře a kolem roku 1473 v doprovodu Alonsa navštívila sultána Al-Ašrafa Kálila v Káhiře, aby projednala možné získání trůnu zpět. Al-Ašraf Šarlotu podporoval, ale plán nemohl být uskutečněn, dokud nedostal mladou Charlu do péče. Odpůrci bývalé královny zajistili, že se to nikdy nestalo, uvězněním děvčátka v Padově, kde zemřela před svými dvanáctými narozeninami v roce 1480. Poté byl navržen sňatek mezi Alonsem a Kateřinou Conaro, ale to také selhalo kvůli vměšování Benátské republiky. Místo toho, kolem února 1485, výměnou za roční penzi 4 300 florinů, Šarlota postoupila své nároky na syna své sestřenice, Karla I. Savojského, dalšího v legitimní následnické linii.
Šarlota zemřela bezdětná 16. července 1487, krátce po svých čtyřicátých třetích narozeninách. Její tělo je pohřbeno v kapli svatého Ondřeje a svatého Řehoře v bazilice svatého Petra; pohřeb zaplatil papež Inocenc VIII. Byla poslední členkou rodu Poitiers-Lusignan.

## Manželství
Šarlota se vdala dvakrát:
1. Infant Jan Portugalský, také známý jako Jan z Coimbry, (1431 nebo 1433 – mezi červencem a 11. zářím 1457) (syn infanta Petra, vévody z Coimbry a vnuk krále Jana I. Portugalského). Sňatek se uskutečnil v květnu 1456 v Nikósii. Byl jmenován titulárním knížetem antiochijským. Proslýchá se, že jeho smrt byla vražda způsobená otravou, kterou zařídila královna Helena, takže Šarlota mohla uzavřít druhé manželství.
2. Ludvík Savojský, hrabě ze Ženevy (5. června 1436 nebo 1. dubna 1437, Ženeva – srpen 1482, zámek-klášter de Ripaille). Pár se vzal 7. října 1459, téměř rok po Šarlotině korunovaci. Ludvík byl její bratranec: byl druhým synem a jmenovcem Ludvíka, hraběte Savojského od Anny de Lusignan, dcery krále Januse Kyperského, a v letech 1459 až 1462 byl kyperským králem a také titulárním králem Jeruzaléma.

S druhým manželem Ludvíkem měla Šarlota jediné dítě, syna;
- Hugo nebo Jindřich,[pozn. 1][7] který se narodil 4. července 1464 na Rhodosu.[8] Chlapec zemřel do měsíce po narození.